# Perforace ušního bubínku

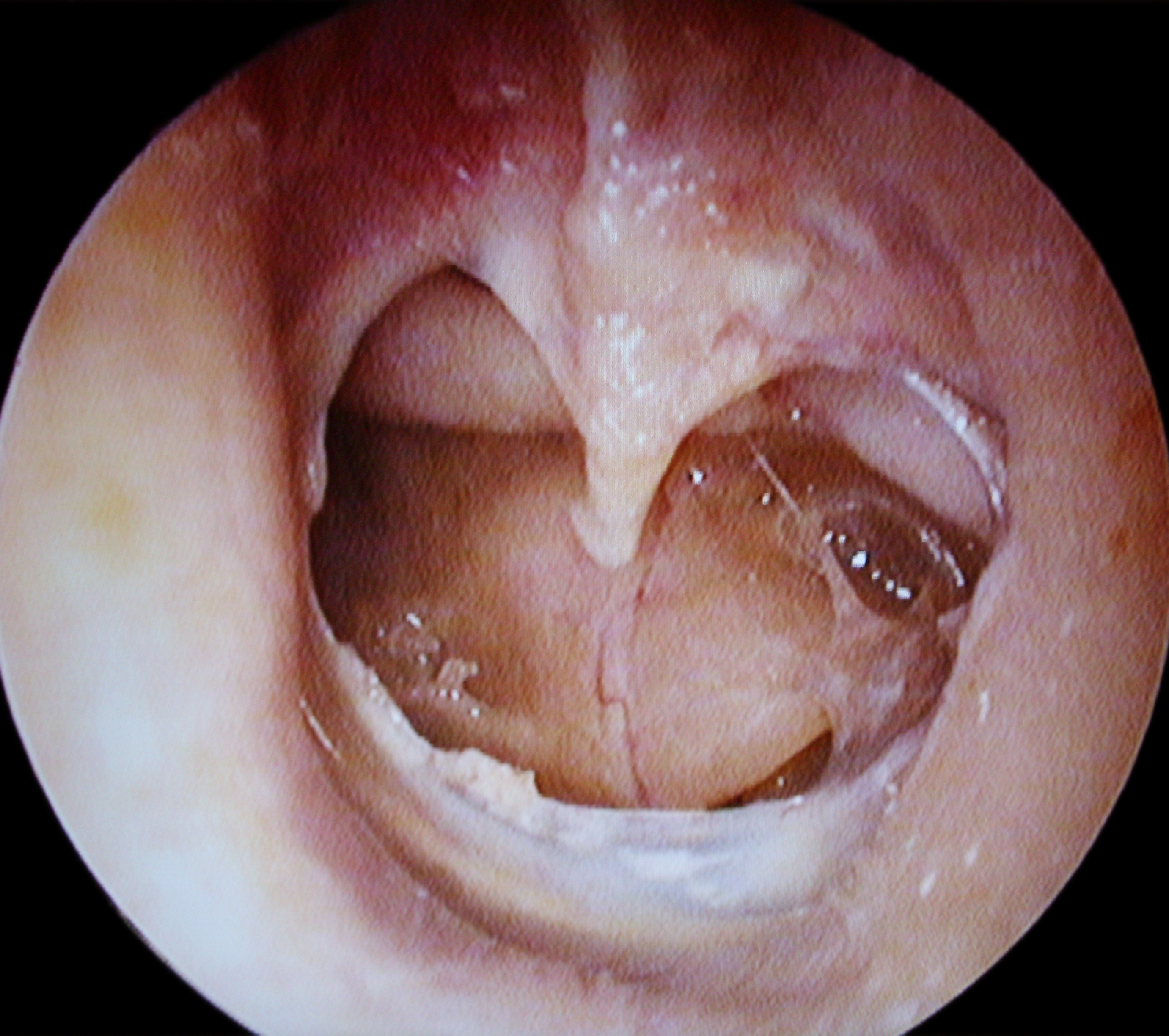

Perforace ušního bubínku je úraz ušního bubínku, při kterém se na ušním bubínku udělají trhliny nebo se protrhne.

## Příčiny
Nejčastěji perforaci ušního bubínku způsobuje příliš silný hluk, k tomu, aby se udělaly trhliny na ušním bubínku, stačí už 120 dB. Další příčinami mohou být strkání předmětů do ucha (může se stát i při neopatrném čištění ucha k tomu určenými tyčinkami), náraz do hlavy, zánět středního ucha nebo nedostatečné vyrovnávání tlaku mezi středním uchem a zvukovodem, což se může stát při letu letadlem (stoupání, klesání) nebo při potápění.

## Příznaky
Nejdříve nastane náhlá, prudká a silná bolest v uchu, následně z ucha vytéká bílý až krvavý výtok a poté se zhoršuje nebo úplně zmizí sluch, po prasknutí může být i závrať. Z ucha hnis vytéká i několik dní po poškození ušního bubínku; také mohou být pocity tlaku v uchu a zvonění v uchu (tinnitus). Bolest po poškození ušního bubínku přetrvává po dobu léčby.

## Léčba
Po prasknutí nebo natržení ušního bubínku často dojde ke zhojení během několika týdnů až měsíců, a to i pokud se nijak neléčí. Kontrola u lékaře je však velmi žádoucí. Možné jsou komplikace jako třeba infekce, pokud se přes perforovaný bubínek dostane voda dovnitř do ucha. Proto je velmi nutné, aby se voda po dobu hojení do ucha nedostala. Je zakázáno jakékoliv čištění ucha bez porady s lékařem a je také třeba opatrně smrkat. Pokud se ušní bubínek hojí pomalu, může lékař na okraj ušního bubínku nanést speciální roztok, který podporuje a zrychluje růst buněk. V závažnějších případech se může ušní bubínek opravit chirurgicky (tympanoplastika). Sluch se obvykle po zhojení zlepší na původní úroveň, ale u závažnějších případů nebo po komplikacích i u lehčích případů může zůstat trvalé poškození sluchu nebo v nejhorším případě hluchota. Pokud se ušní bubínek zcela nezhojí, musí se poté už trvale dávat pozor při čištění ucha a bránit tomu, aby se k ušnímu bubínku nedostala voda.